# Curtis Peak
Der Curtis Peak ist ein 1695 m hoher Berg im westantarktischen Ellsworthland. In den Enterprise Hills der Heritage Range im Ellsworthgebirge ragt er südsüdöstlich des Chappell Peak am nordwestlichen Ende des Horseshoe Valley auf.
Der United States Geological Survey kartierte ihn anhand von Luftaufnahmen der United States Navy aus den Jahren von 1961 bis 1966. Das UK Antarctic Place-Names Committee benannte ihn 2007 nach dem Geologen Michael L. Curtis vom British Antarctic Survey. Die Erstbesteigung gelang Robert M. Kewarth und Tim Hewette am 22. Januar 2007.